# Lières
Lières (flämisch: Lier) ist eine französische Gemeinde mit 340 Einwohnern (Stand: 1. Januar 2022) im Département Pas-de-Calais in der Region Hauts-de-France. Sie gehört zum Arrondissement Béthune und zum Kanton Lillers.

## Geographie
Die Gemeinde Lières liegt im Artois am westlichen Rand des ehemaligen Nordfranzösischen Kohlereviers, etwa 15 Kilometer westnordwestlich von Béthune. Umgeben wird Lières von den Nachbargemeinden Saint-Hilaire-Cottes im Nordwesten und Norden, Lespesses im Osten, Lillers im Osten und Südosten, Ames im Süden sowie Auchy-au-Bois im Westen. Im Norden streift die Autoroute A26 das Gemeindegebiet von Lières.

## Bevölkerungsentwicklung
| Jahr                       | 1962 | 1968 | 1975 | 1982 | 1990 | 1999 | 2006 | 2013 | 2022 |
| Einwohner                  | 547  | 537  | 443  | 351  | 299  | 279  | 344  | 382  | 340  |
| Quellen: Cassini und INSEE |      |      |      |      |      |      |      |      |      |

## Sehenswürdigkeiten
- Kirche Notre-Dame-et-Saint-Adrien aus dem 15. Jahrhundert
- Gutshof aus dem 17. Jahrhundert
- Reste der früheren Turmhügelburg

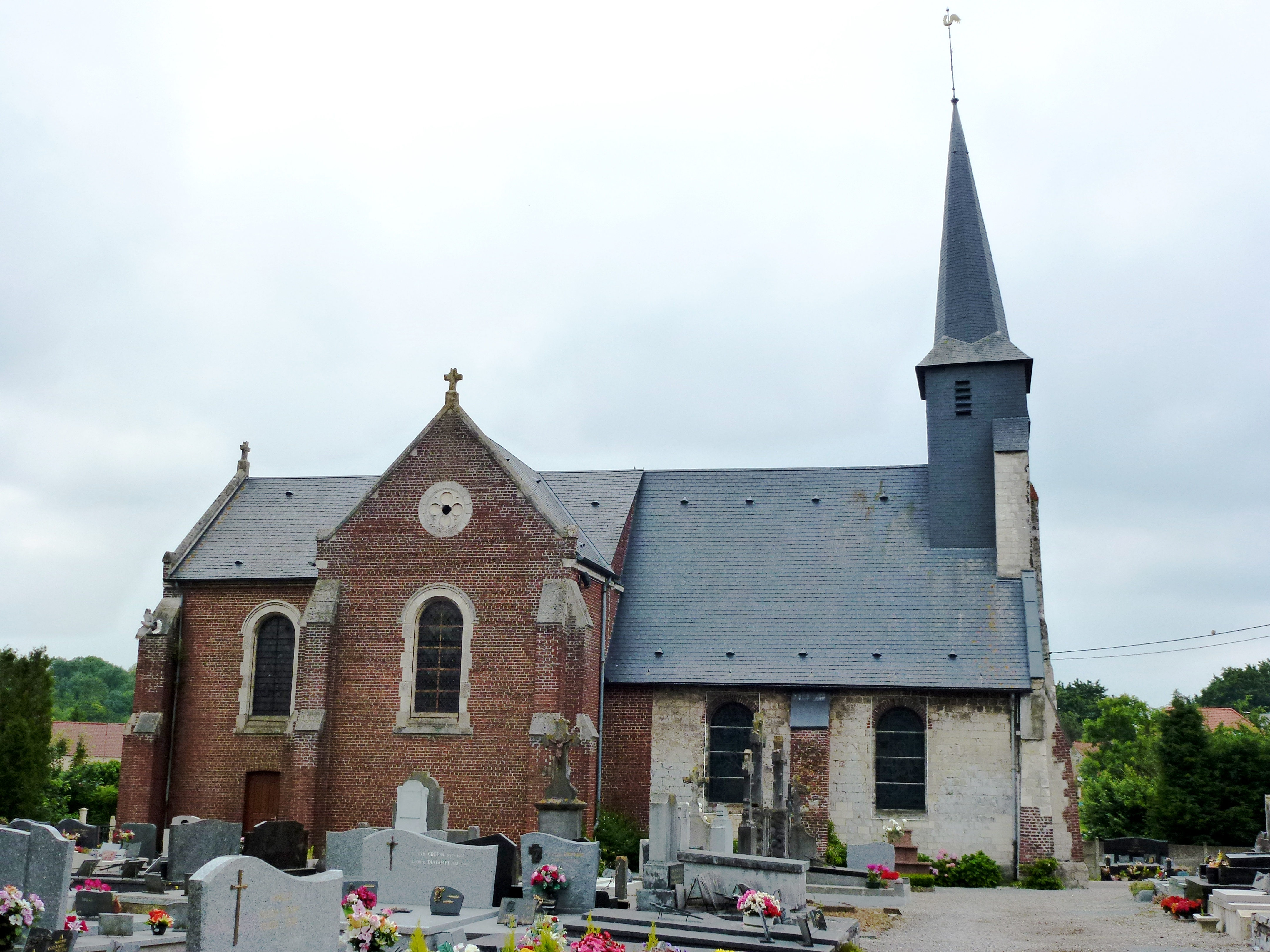
Kirche Notre-Dame-et-Saint-Adrien
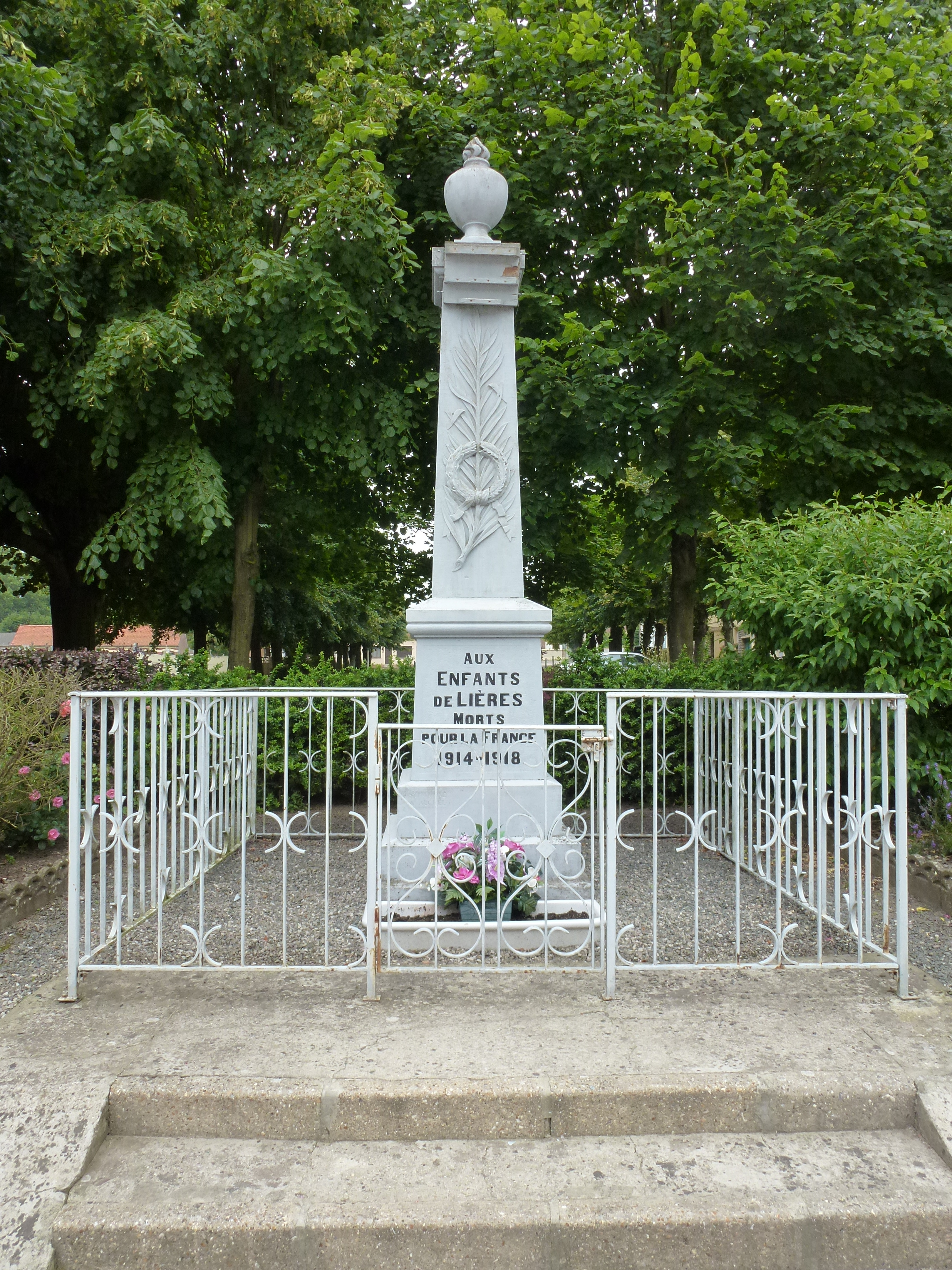
Gefallenendenkmal
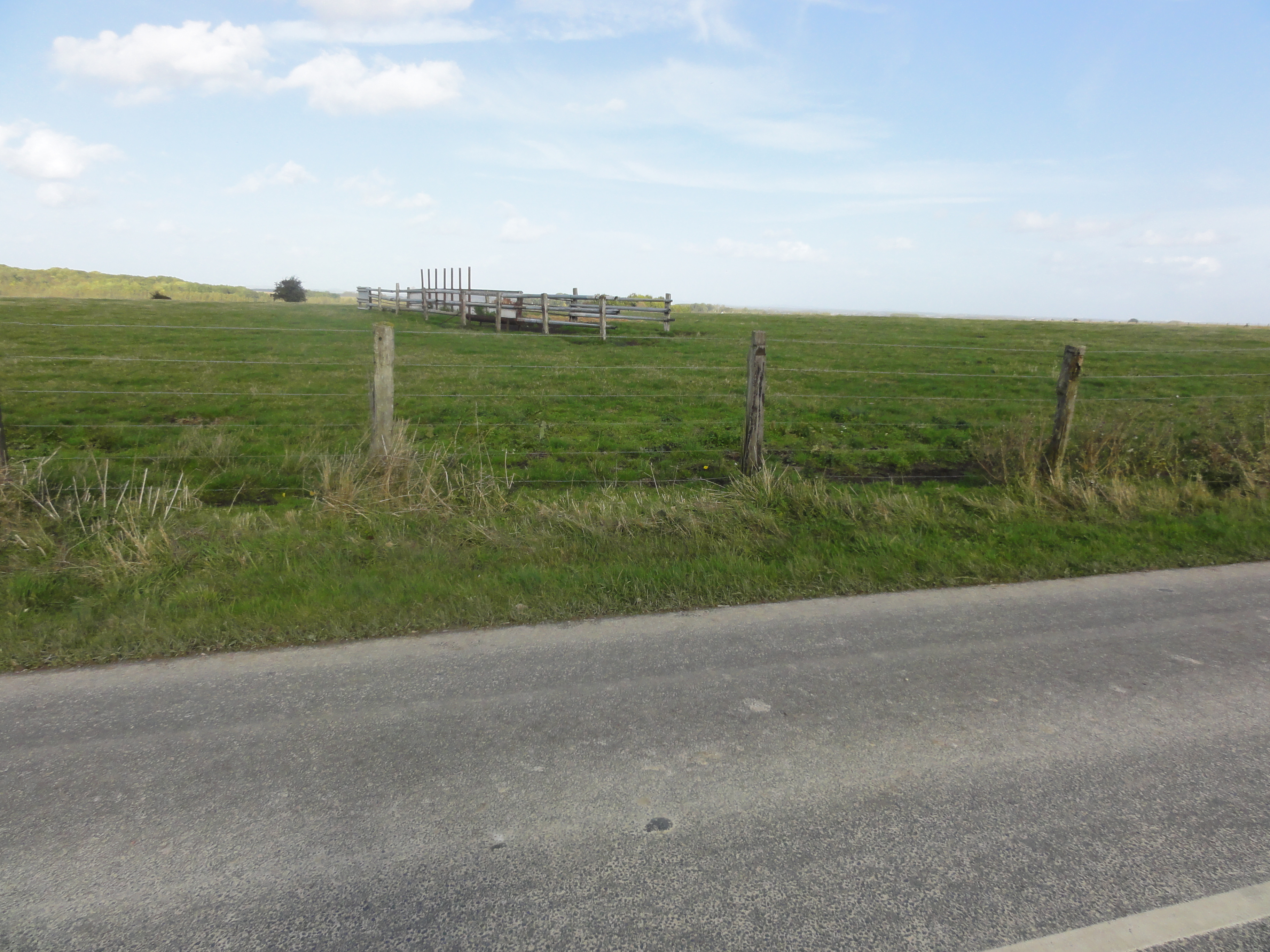
Gelände der ehemaligen Zeche Nr. 1 (bis 1850)
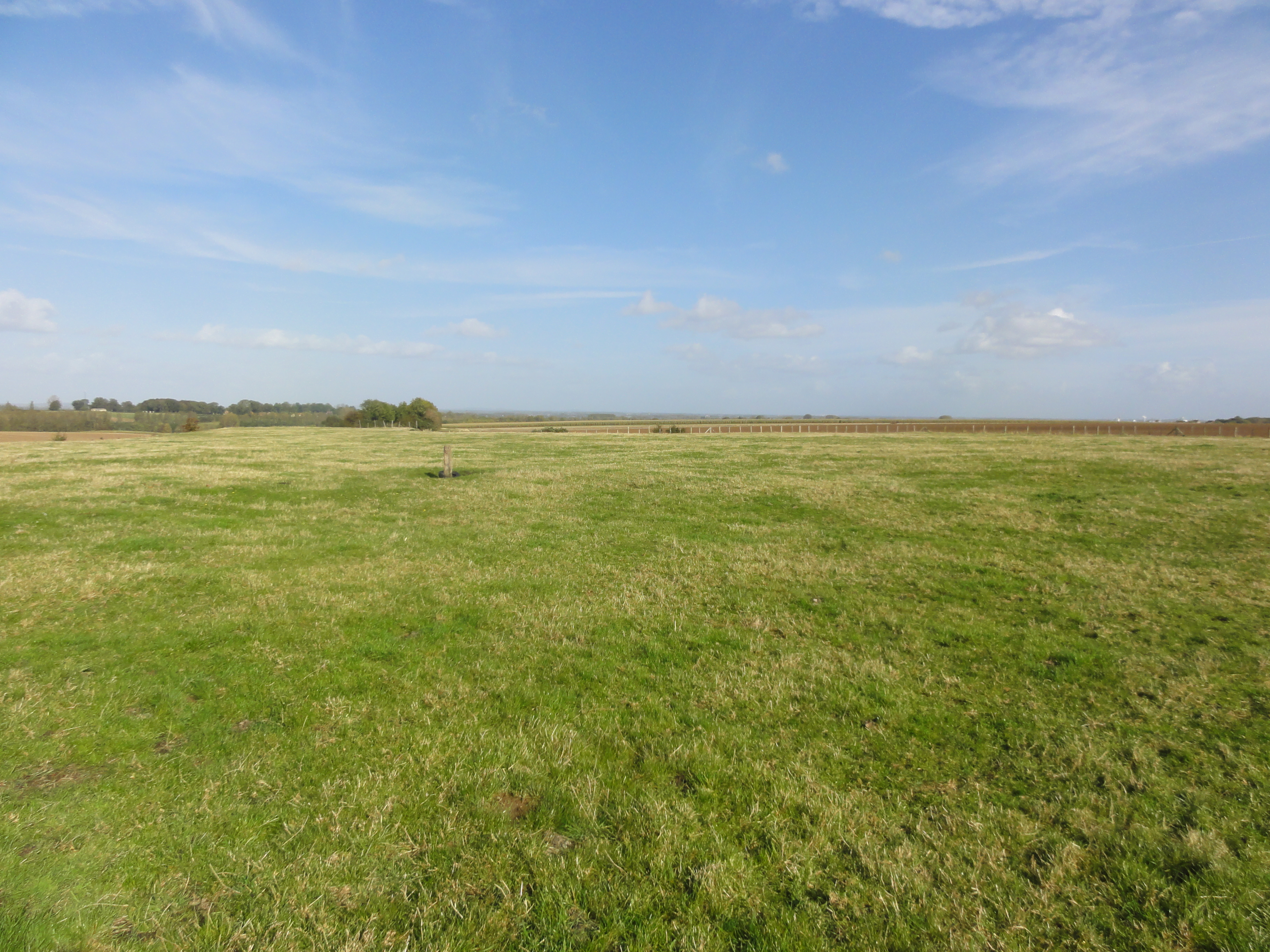
Eingeebnete ehemalige Abraumhalde